# Jakob Øster
Jakob Øster (født 9. december 1971) er en dansk eventyrer og rejseskribent. I 2019 blev han den yngste dansker der havde besøgt alle verdens lande og kontinenter. I 2021 udgav han på Turbine-forlaget bogen Gennem alle verdens lande om denne bedrift. Han er medlem af De Berejstes Klub.

## Karriere
Jakob Øster har siden 1997 arbejdet i IT-branchen. Sideløbende har han siden 2014 skrevet rejseartikler fra mere end 100 lande for bl.a Berlingske, Jyllands-Posten, Jysk Fynske medier og BT. For samme medier har han dokumenteret adskillige sjældent afholdte afrikanske ceremonier    og lavet interviews med en lang række kendte eventyrere, bl.a. Nikolaj Kirk, Morten Kirckhoff, Søren Solkær, Uri Løvevild Golman og Torbjørn C. Pedersen.

## Rejser
Jakob Øster blev i følge Nomad Manias UN-Master liste i 2019 person nr. 214 i verden til at besøge alle verdens 193 FN-lande.
Fra 1996-97 rejste han over land fra Moskva til Bali. Fra 1999-2000 rejste han fra Antarktis til Alaska gennem alle fastlandslande i Syd-, Mellem- og Nordamerika. Fra 2002-2003 rejste han gennem det Indiske Subkontinent. Ellers er landene besøgt via en måned lange rejser hver sommer og vinter.